# Avrainvillea
Genre
Avrainvillea est un genre d'algue verte de la famille des Udoteaceae.

## Liste d'espèces
Selon AlgaeBase (3 mars 2016) :
- Avrainvillea amadelpha (Montagne) A.Gepp & E.S.Gepp
- Avrainvillea asarifolia Børgesen
- Avrainvillea calathina Kraft & Olsen-Stojkovich
- Avrainvillea canariensis A.Gepp & E.S.Gepp
- Avrainvillea carteri Huisman
- Avrainvillea clavatiramea A.Gepp & E.S.Gepp
- Avrainvillea cyathiformis D.L.Ballantine & N.E.Aponte
- Avrainvillea digitata D.S.Littler & Littler
- Avrainvillea elliottii A.Gepp & E.S.Gepp
- Avrainvillea erecta (Berkeley) A.Gepp & E.S.Gepp
- Avrainvillea fenicalii D.S.Littler, Littler & M.Hay
- Avrainvillea fulva (M.Howe) D.S.Littler & Littler
- Avrainvillea gardineri A.Gepp & E.S.Gepp
- Avrainvillea geppiorum Børgesen
- Avrainvillea hayi D.S.Littler & Littler
- Avrainvillea hollenbergii Trono
- Avrainvillea lacerata J.Agardh
- Avrainvillea levis M.Howe
- Avrainvillea longicaulis (Kützing) G.Murray & Boodle
- Avrainvillea mazei G.Murray & Boodle
- Avrainvillea nigricans Decaisne (espèce type)
- Avrainvillea obscura (C.Agardh) J.Agardh
- Avrainvillea pacifica A.Gepp & E.S.Gepp
- Avrainvillea rawsonii (Dickie) M.Howe
- Avrainvillea ridleyi A.Gepp & E.S.Gepp
- Avrainvillea riukiuensis Yamada
- Avrainvillea rotumensis A.D.R.N'Yeurt, D.S.Littler & Littler
- Avrainvillea silvana D.S.Littler & Littler
- Avrainvillea sylvearleae D.S.Littler & Littler
- Avrainvillea xishaensis C.K.Tseng, Dong & Lu